# Фелетей
Фелетей (Фева, Феба, Теуван) (д/н — 487) — 2-й король ругів в 475—487 роках.

## Життєпис
Старший син Флаккітея, короля придунайських ругів. Близько 470 року одружився з Гізо, ймовірно стриєчною сестрою Теодориха Великого. завдяки цьому забезпечено мир між ругами і остготами. Після смерті батька близько 475 року Фелетей успадкував владу вкоролівстві. На той час володіння ругів займали території на північ від Дунаю, від Фавіаніса до Бойодурума.
Фелетей розповсюдив свій вплив на землі між Віденським Лісом і Енсом. Своєму братові Фердеруху надав в управління Фавіаніс. Це був перший випадок в історії, коли король-германець дарував комусь римське місто. Більшу частину правління Фелетей, також як і його батько, підтримував союзницькі відносини з Одоакром. В історичних джерелах згадується, що в 476 році загони ругів брали участь у поваленні останнього імператора Західної Римської імперії Ромула Августула. Цей факт відбився в відомостях сучасних подій джерел, які називали Одоакра не лише вождем герулов і скіров, але і королем ругів. Напевне королівство ругів в цей час перебували в залежності від володаря Італії, можливо, мало статус на кшталт римського федерата.
Також Фелетей дотримувався практични міжконфесійного миру: сам аріанин він не переслідував католиків. Проте його дружина, переконана аріанка Гізо, вельми вороже ставилася до діяльності католицьких священників, зокрема Северина Норикського. Відомо принаймні про одну невдалу спробу Гізо перехрестити поселенців-нікейців на аріанство. В «Житті святого Северина» повідомляється, що жорстокість королеви викликала заколот серед придворних рабів: бранці-ювеліри, схопивши королівського сина Фрідеріха, погрожували вбити його, якщо їм не буде дарована свобода. Гізо повинна була погодитися на це, а потім особисто висловити свою повагу Северинові, завдяки молитвам якого її син врятувався від смерті.
Скориставшись повною дезорганізацією органів влади в Норику, Фелетей намагався розширити свої володіння на південному березі Дунаю. Під приводом загрози Лавріаку з боку тюрингів і алеманнів Фелетей спробував захопити це місто. Фелетей хотів відвести городян в підвладні йому володіння і поселити їх там як королівських данників. Хоча Северин зумів переконати короля відмовитися від переселення і віддати місцевих жителів під його заступництво, це не позбавило городян від обов'язку сплачувати ругам данину.
У 482 році після смерті Северина Норикського брат короля Фердерух розграбував монастир, в якому той трудився, викравши з нього всі коштовності і церковне начиння. Коли в 486 або 487 році Одоакр зробив спробу підтримати ворога імператора Флавія Зенона — Ілла — володар Візантії зумів переконати Фелетея розірвати союз з правителем Італії і почати підготовку до вторгнення ругів на Апеннінський півострів. Першою жертвою конфлікту став прихильник миру з Одоакром Фердерух: під приводом помсти за розграбування монастиря святого Северина він був убитий сином короля — Фрідеріхом. У відповідь Одоакр восени 487 року здійснив похід в Норик і розбив військо ругів біля Віденського Лісу. Фелетей і Гізо були схоплені поблизу Дунаю, привезені до Італії і тут страчені. Владу перейняв Фрідеріх, що спробував організував спротив Одакру.

## Родина
- Фрідеріх, король ругів